# 洛川北站
洛川北站，原名洛川东站，位于中华人民共和国陕西省延安市洛川县凤栖街道王家河村，是包西铁路上的一座车站，由西安局集团延安车务段管辖，始建于2010年，车站规模为1台4线，主要办理客货运列车到发、会让业务。

## 历史
- 2020年7月，经改造后的洛川东站开始接发动集列车。
- 2025年5月30日，经国铁集团批准，为确保西延高速铁路新建洛川站开通后地名指向准确，该站更名为洛川北站。